# WR 104
WR 104 — двойная звёздная система, расположенная в созвездии Стрельца на расстоянии около 8400 световых лет от Земли и окружённая спиральной туманностью. Главная звезда пребывает на стадии, предшествующей взрыву сверхновой. Ранее считалось, что поток гамма-излучения, будучи выброшенным в космос при этом взрыве, способен достигнуть Земли, но это предположение не подтвердилось.

## История открытия
WR 104 открыта в апреле 1998 года командой учёных из Калифорнийского университета в Беркли с помощью телескопа обсерватории Кека. Соответствующая работа опубликована в журнале Nature.

## Характеристики системы

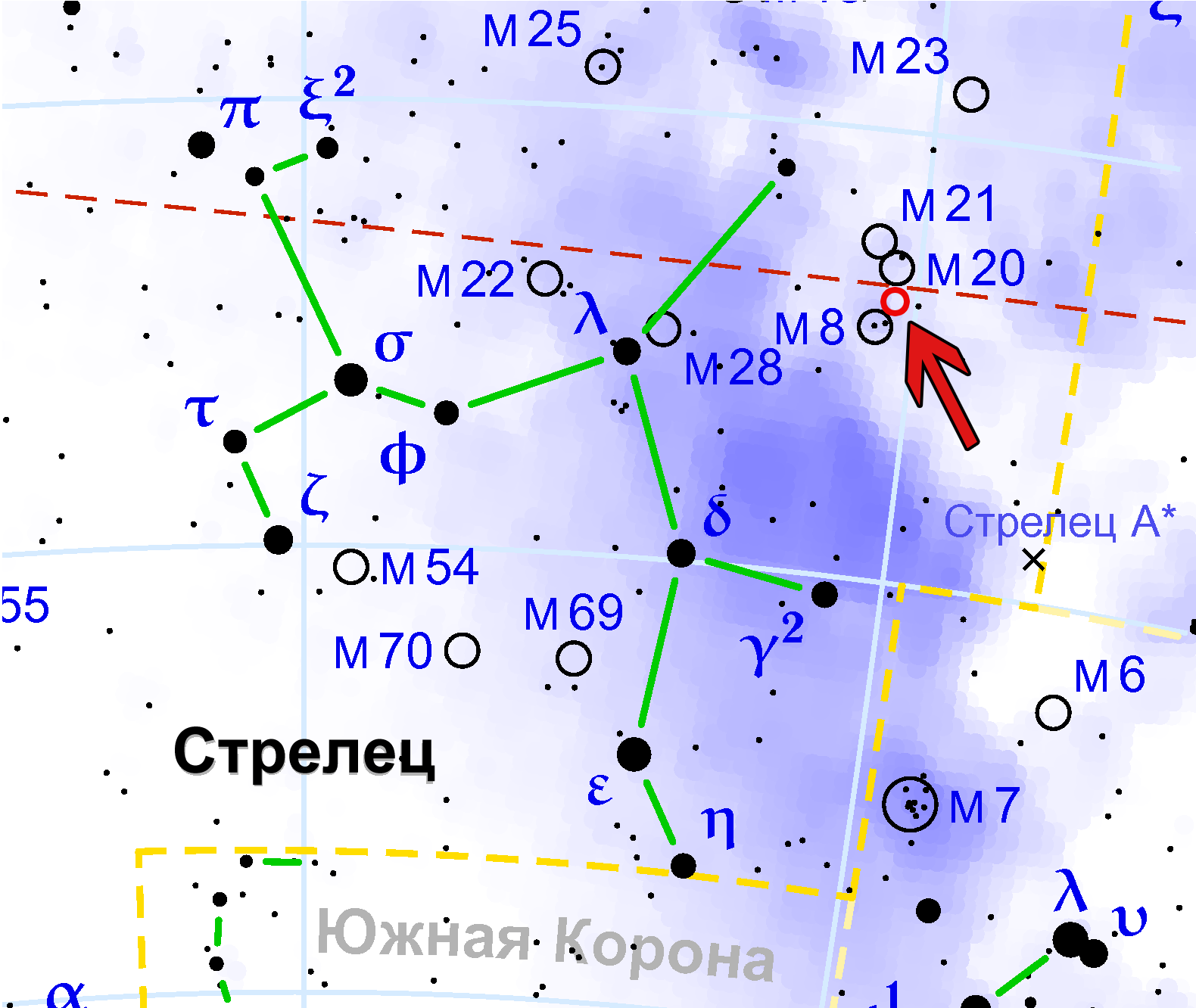
Приблизительное расположение WR 104 в созвездии Стрельца

WR 104 расположена в созвездии Стрельца и включает в себя две массивные голубые звезды, которые обращаются друг вокруг друга, совершая полный оборот за 241,5 дней на расстоянии около 2 а.е. Температура на поверхностях светил превышает 50 тысяч К.

### Свойства звёзд
Главная звезда системы WR 104 относится к классу Вольфа — Райе, что свидетельствует о её нестабильности и нахождении на поздней стадии звёздной эволюции — последнем этапе жизни звезды перед превращением в сверхновую. По подсчётам учёных, взрыв сверхновой произойдет в ближайшие несколько сотен тысяч лет и может сопровождаться гамма-всплеском.
Вторая звезда — голубой сверхгигант, принадлежит к типу звёзд OB.

### Туманность
Звёзды системы WR 104 относятся к типам звёзд, которые считаются наиболее яркими и горячими во Вселенной. Они излучают такое количество электромагнитного излучения, что давления достаточно для возникновения звёздного ветра. Так, светила WR 104 выбрасывают в космическое пространство горячее вещество с верхних слоёв их атмосфер со скоростью 2000 км/с, из-за чего стремительно теряют массу.
По мере вращения источников, звёздные ветры из газа и пыли переплетаются и, закручиваясь в спирали, образуют спиральную туманность Вольфа-Райе, диаметр которой составляет около 160 а.е., а период "вращения" туманности составляет около 8 месяцев. Современными методами наблюдения спиральную структуру можно отследить как минимум на 3 её поворота.

#### Проблема существования пылевого потока
Когда астрономы обнаружили WR 104, они знали о существовании одной только звезды Вольфа-Райе, поэтому отчётливо видимый поток вещества, отходящий от неё, озадачил учёных: рядом со звездой пыль не могла бы сконденсироваться из-за интенсивного излучения, а вдали от светила по причине слишком низкой плотности газа.
Астрономы только через многие годы нашли объяснение существованию пылевого потока, предположив, что рядом с изначально обнаруженной звездой расположена ещё одна — голубой сверхгигант, тоже испускающий звёздный ветер. Таким образом, WR 104 теперь считается двойной системой. Когда ветры звезды Вольфа-Райе и спутника встречаются и сталкиваются друг с другом, то образуется ударный фронт. Именно в нём, где плотность вещества высока, а температура уже достаточно умеренная, пыль формируется в гигантских количествах.

## Возможная угроза
С Земли WR 104 видна как спираль правильной формы. Исходя из этого, первоначально было выдвинуто предположение, что Земля лежит почти на оси вращения двойной звёздной системы. Результаты первых оптических и спектроскопических наблюдений показали, что ось WR 104 наклонена под углом около 16° к направлению на Землю. Это означало, что высокоэнергичный поток излучения, будучи выброшенным в космос при взрыве сверхновой WR 104, имеет малую (~1 %) вероятность достигнуть нашей планеты, что может привести к новому массовому вымиранию или даже полному исчезновению жизни на Земле.
В то время учёные не так много знали о WR 104, чтобы точно судить об уровне опасности, поэтому астрономы продолжили наблюдения. В 2009 году Американским астрономическим обществом были опубликованы данные новых и более точных спектроскопических наблюдений за WR 104 с обсерватории Кека. Благодаря им было установлено, что отклонение оси вращения звёздной системы по отношению к Земле на самом деле составляет 30—40°. Под таким углом относительно оси системы гамма-излучение после выброса не распространяется — таким образом, потенциальный взрыв WR 104 не угрожает Земле.